# قلعه خشتی نوش‌آباد
قلعه خشتی نوش آباد مربوط به دوره سلجوقیان -دوره تیموریان- دوره صفوی است و در شرق شهر تاریخی نوش‌آباد واقع است، داخل شهر واقع شده و این اثر در تاریخ ۷ مهر ۱۳۸۱ با شمارهٔ ثبت ۶۱۴۵ به‌عنوان یکی از آثار ملی ایران به ثبت رسیده‌است.

## ویژگی‌ها
این قلعه از مستحکم‌ترین و زیباترین قلعه‌های دفاعی از مصالح خشت و گل است. در راستای شرقی–غربی و با دیواره‌های ضخیم ۴ تا ۵ متری و وسعتی بیش از یک هکتار و با ۹ برج دیده‌بانی بنا گردیده‌است. برخی آن را از آثار دورهٔ سلجوقی و ایلخانی می‌دانند، ضمن آنکه گنجینه‌ای از مسکوکات دورهٔ صفوی در آن پیدا شده و از دورهٔ قاجار محل سکونت خاندان فرزین بوده‌است.
در بین برج‌ها، دیوارهای قطور گلین احداث شده‌است. بنای مذکور دارای دو ورودی یکی در شمال شرقی و دیگری در شمال غربی است. ورودی شمال غربی اصلی بوده و دارای مستحدثات خاص و مربوط به خود را داشته، و ورودی دیگر الحاقی بوده و در زمان‌های اخیر به وجود آمده‌است. این قلعهٔ خشتی دژ نظامی بوده که در اعصار بعدی کاربری مسکونی پیدا کرده‌است و به‌طور کلی به منظور دفاع از مال و ناموس اهالی به هنگام هجوم یاغیان به وجود آمده و در هنگام حمله دشمن، اهالی اموال ارزشمند خود را به اتفاق خانواده‌های خود به درون قلعه آورده و خود را از بلاها مصون داشته و به وسیلهٔ دیوارهای ضخیم و برج‌های بلند به دفاع می‌پرداختند. زمانی در اثر نفوذ سیلاب به داخل قلعه قسمت‌هایی از آن تخریب شده‌است. این اثر تاریخی مورد بررسی مقدماتی باستان‌شناسی قرار گرفته و نیازمند مطالعات جامع است.

## نگارخانه

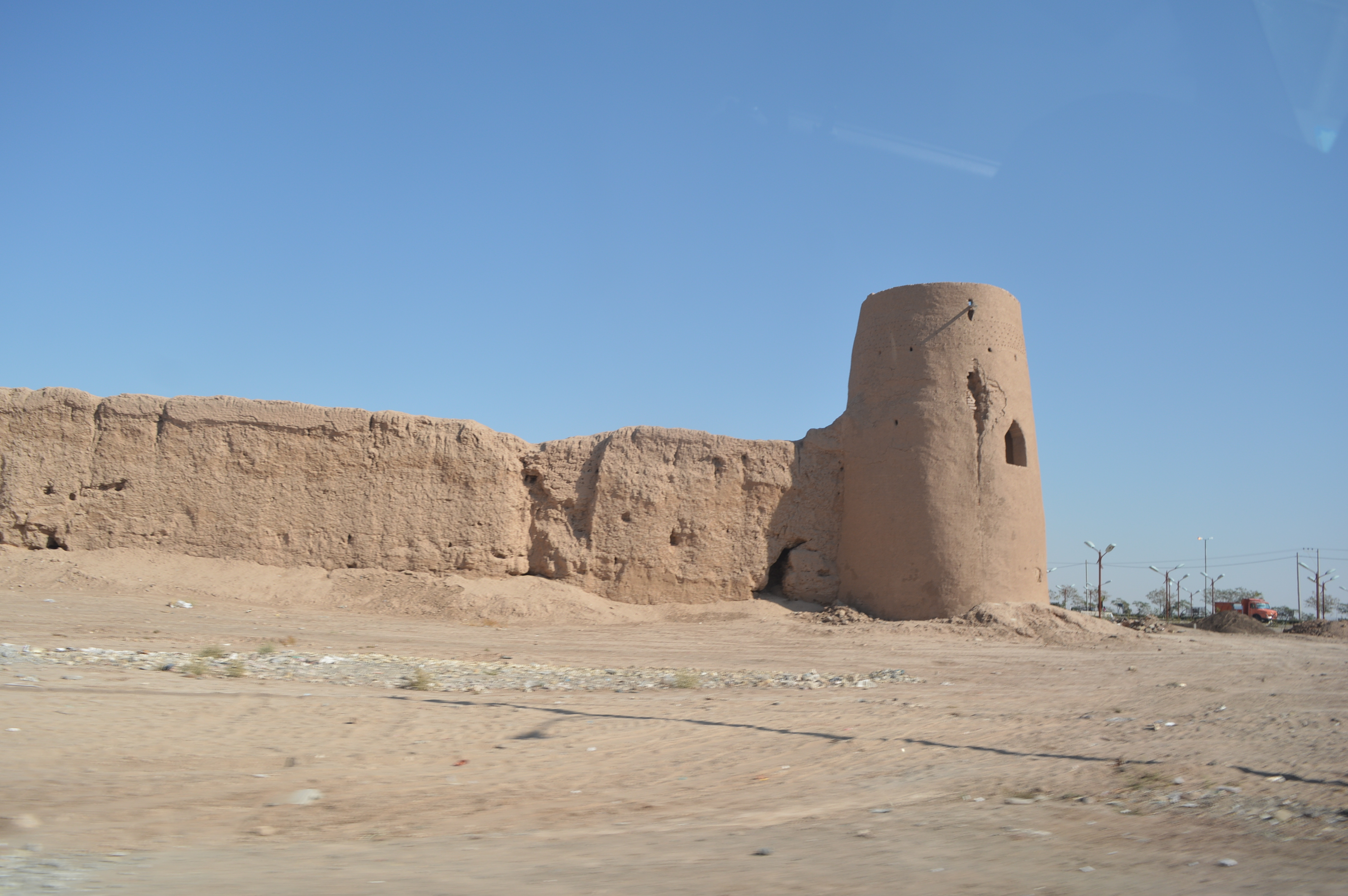
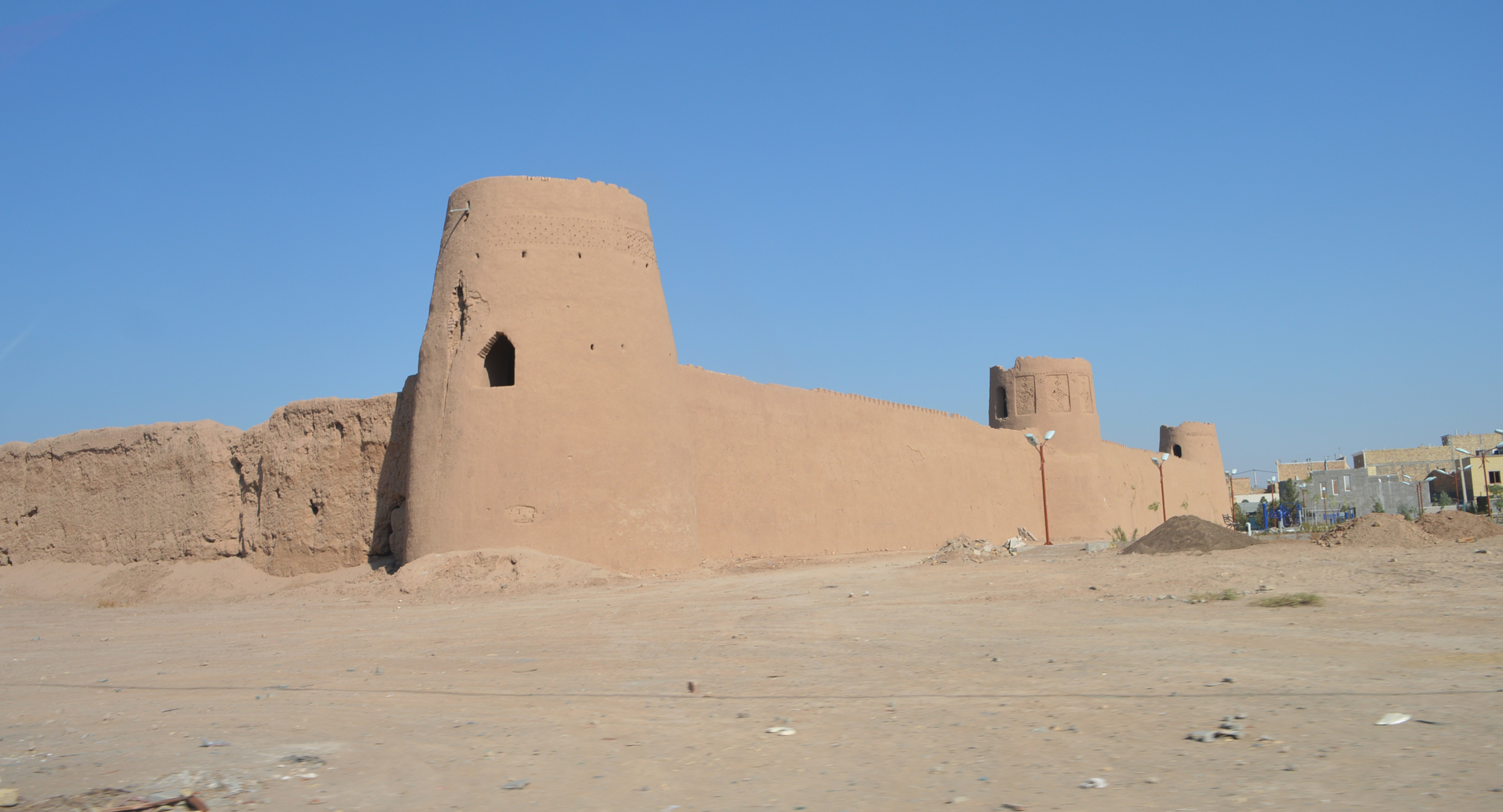